# José Luis Brown
José Luis Brown (10 de novembre de 1956 – 12 d'agost de 2019) fou un futbolista i entrenador de futbol argentí.

## Selecció de l'Argentina
Va formar part de l'equip argentí a la Copa del Món de 1986.